# Jurij Łušćanski
Jurij Łušćanski (německy Jurij Wuschansky, * 8. října 1951, Njebjelčicy), je lužickosrbský básník, bývalý hudební redaktor a referent Domowiny.

## Život
Narodil se v hornolužických Njebjelčicích v rolnické rodině. Od devíti let byl členem drážďanského pěveckého sboru Dresdner Kapellknaben. Na polytechnické škole vystudoval typografii, poté polytechniku a následně klasickou hudbu na drážďanské Vysoké hudební škole Carla Marie von Webera. Po studiích působil jako zpěvák v budyšínském Serbskem ludowem ansamblu a během základní vojenské služby v berlínském uměleckém souboru Německé lidové armády. V letech 1979 až 1991 působil jako hudební redaktor ve východoněmecké televizi (Deutscher Fernsehfunk), kde měl mj. na starost pořad Ein Kessel Buntes. Po zániku televize pracoval mezi lety 1992 a 2011 v Domowině; nejprve jako mluvčí a následně jako referent vztahů s veřejností a referent pro kulturu a zahraničí. V letech 2016 až 2020 byl předsedou Matice srbské. Dne 14. října 2023 obdržel cenu Ćišinskeho.
Jurij Łušćanski žije v Budyšíně.

## Dílo
Své básně vydává hlavně v časopisech a sbornících. Část jeho tvorby byla přeložena do češtiny, polštiny, slovenštiny a němčiny.
- Čerwjeń brěškow (LND 2011, 2. vydání 2017)
- Ruměnec broskví (Městská knihovna Varnsdorf 2012) – výbor z českých překladů